# The Gay Ranchero
The Gay Ranchero è un film del 1948 diretto da William Witney.
È un musical western statunitense con Roy Rogers, Tito Guízar e Andy Devine.

## Produzione
Il film, diretto da William Witney su una sceneggiatura di Sloan Nibley, fu prodotto da Edward J. White per la Republic Pictures e girato a Santa Clarita e nel Janss Conejo Ranch a Thousand Oaks, in California.

## Colonna sonora
- Cowboy Country - scritta da Tim Spencer, cantata dai Sons of the Pioneers
- A Gay Ranchero (Las Altenitas) - scritta da Juan José Espinosa, parole in inglese di Abe Tuvim e Francia Luban, cantata da Estelita Rodriguez e dai Sons of the Pioneers
- Wait'll I Get My Sunshine Into the Moonlight - scritta da Harry Glick, Jimmy Lambert e Dave Olson, cantata da Roy Rogers, Jane Frazee e dai Sons of the Pioneers
- You Belong to My Heart - scritta da Agustín Lara, parole in inglese di Ray Gilbert, cantata da Tito Guízar
- Granada - scritta da Agustín Lara, cantata da Tito Guízar

## Distribuzione
Il film fu distribuito negli Stati Uniti dal 10 gennaio 1948 al cinema dalla Republic Pictures.
Altre distribuzioni:
- in Finlandia il 26 maggio 1950 (Lännen kultaa ja verta)
- in Brasile (Aconteceu no Sertão)

## Promozione
Le tagline sono:
- "EXPLOSIVE WITH EXCITEMENT! STARTLING WITH BLAZING ACTION! (original poster-all caps)".
- "A GLORIOUS FIESTA OF ROMANCE and ACTION! ".
- "It's Fightin'...Gunnin' and Funnin'! ".